# Dorpskerk (Berkel en Rodenrijs)

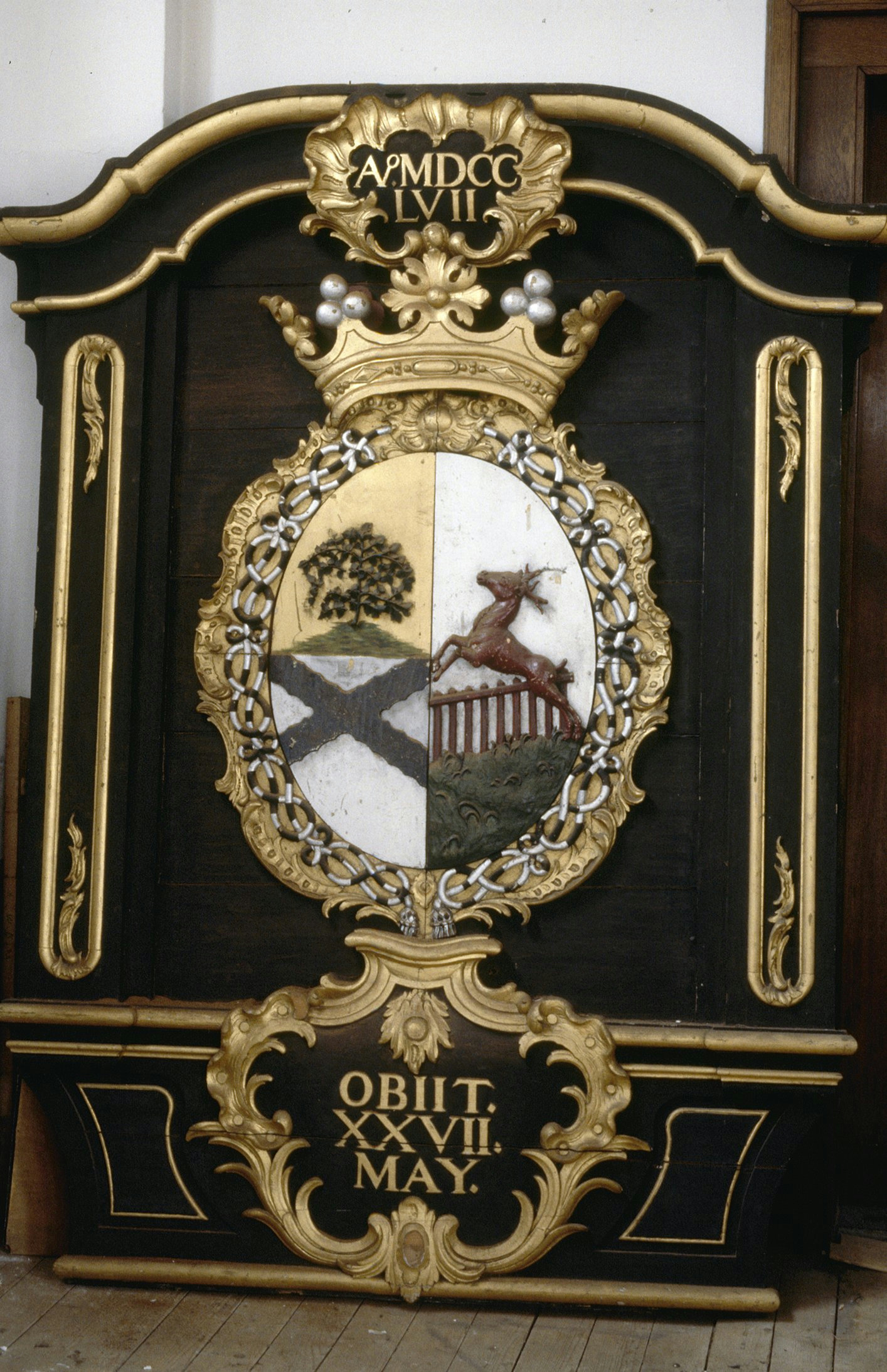
Rouwbord

De Dorpskerk van het Nederlandse dorp Berkel en Rodenrijs is gelegen in het centrum van Berkel. De kerk maakt deel uit van de hervormde gemeente PKN.
De kerk in de huidige vorm dateert uit 1732, en werd ontworpen door David van Stolk. Het tegenwoordige gebouw verving een oudere kerk op dezelfde locatie uit 1347, die in slechte staat geraakt was. De huidige toren dateert uit 1500, onduidelijk is of het kerkgebouw voor die tijd ook al een toren had.
Op foto's uit 1944 is te zien dat een aanbouw aan de achterzijde beschadigd was; deze is afgebroken. 

## Het orgel

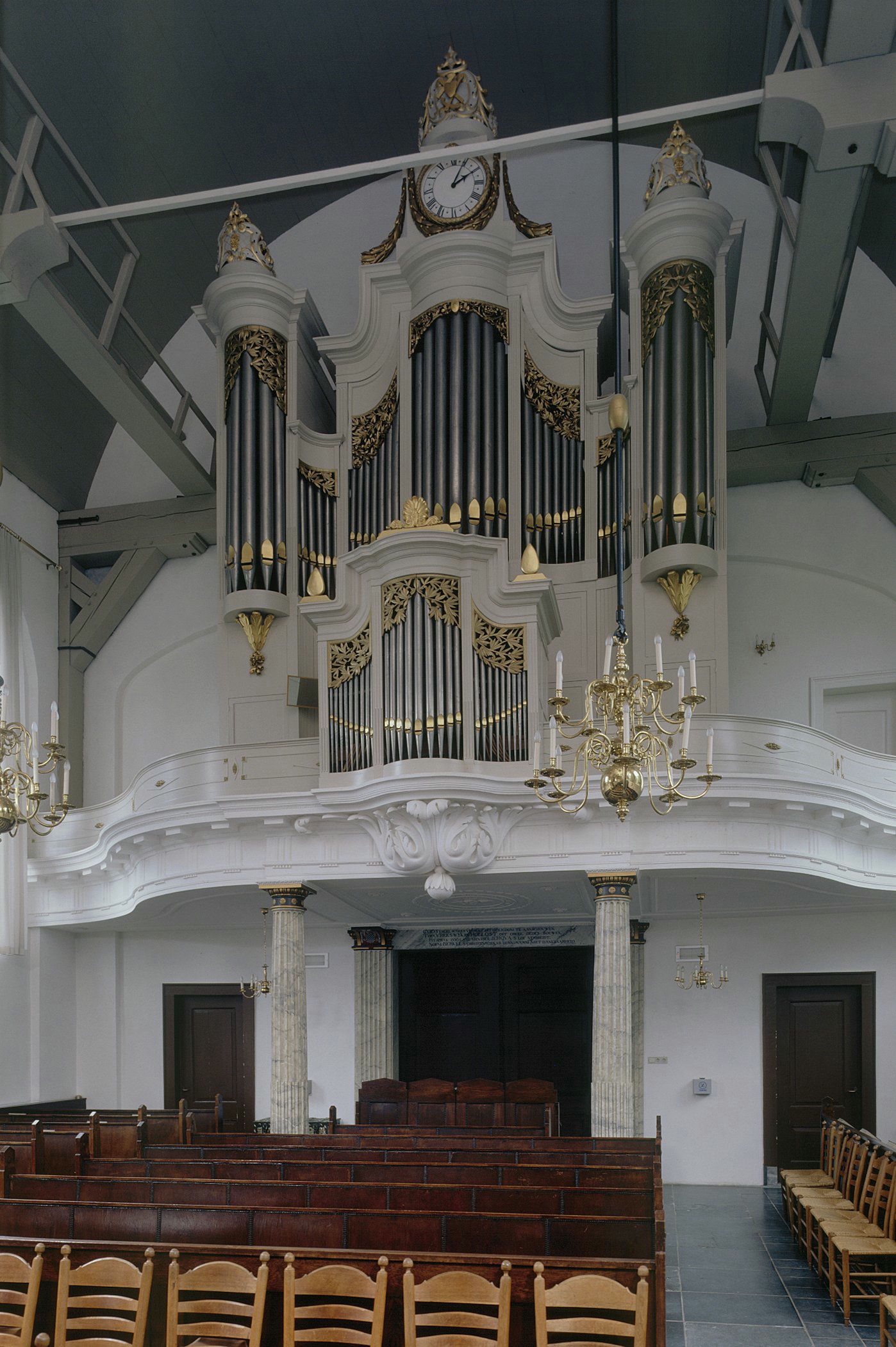

Het orgel werd gebouwd door de orgelbouwer Knipscheer uit Amsterdam en in 1801 geplaatst in een Doopsgezinde kerk in Amsterdam. In 1810 werd het orgel voor de Dorpskerk aangekocht door de toenmalige kerkvoogden W. van Vreewijk en L. Hollost. Het orgel had oorspronkelijk 1 klavier met aangehangen pedaal en werd vanaf de linkerzijkant bespeeld. De firma Gebroeders Reil uit Heerde heeft het orgel in 1956 uitgebreid naar een orgel met twee klavieren en een zelfstandig pedaal. Nog zichtbaar is dat het middelste bovenstuk het eerste orgel was en werd uitgebreid met een rugpositief en pedaaltorens.
Het orgel wordt regelmatig bespeeld door Arjan Breukhoven, met grote koren zoals het 'Hollands Christelijk Mannenkoor', 'Het Randstedelijk Mannenkoor' en 'Christelijk Mannenkoor Prins Alexander', waarbij ook gasten als bijvoorbeeld Berdien Stenberg worden uitgenodigd.